# Pawieł Papin
Pawieł Andriejewicz Papin (ros. Павел Андреевич Папин, ur. 3 czerwca?/16 czerwca 1905 w Lipiecku, zm. 12 marca 1945 niedaleko miasta Székesfehérvár na Węgrzech) – radziecki wojskowy, starszyna, uhonorowany pośmiertnie tytułem Bohatera Związku Radzieckiego (1945).

## Życiorys
Urodził się w rodzinie robotniczej. Po ukończeniu szkoły skończył rabfak (fakultet robotniczy), pracował na budowie kombinatu metalurgicznego w Lipiecku. W 1926 został powołany do armii, w 1929 zwolniono go do rezerwy. Po powrocie do Lipiecka pracował w truście Wodokanał jako pomocnik ślusarza i ślusarz i później zastępca dyrektora trustu komunalnego. 23 czerwca 1941 ponownie został powołany do armii i skierowany na front wojny z Niemcami. Walczył na Froncie Północno-Zachodnim, jako dowódca działa artyleryjskiego 179 samodzielnego dywizjonu podczas walk w rejonie Wielkich Łuków trafił cztery niemieckie tankietki i zadał Niemcom duże straty. 19 sierpnia 1941 został ciężko ranny. Podczas ewakuacji do szpitala grupa rannych żołnierzy została zaatakowana przez Niemców, którzy przedarli się na tyły; wówczas Papin mimo ciężkich ran włączył się do walki i podobno zastrzelił trzech niemieckich żołnierzy, zmuszając resztę do ucieczki. W styczniu 1942 powrócił do służby i objął dowództwo plutonu moździerzy 508 pułku piechoty 85 Dywizji Piechoty Frontu Kalinińskiego. Brał udział w operacji rżewsko-wiaziemskiej w 1942, w walce o wieś Korowino precyzyjnym ogniem zniszczył 5 stanowisk ogniowych wroga, zapewniając powodzenie atakowi swoich żołnierzy. 22 stycznia 1942 ponownie został ciężko ranny i do stycznia 1944 przebywał na leczeniu. Następnie walczył na 2 Froncie Ukraińskim w składzie 10 gwardyjskiego pułku powietrznodesantowego jako dowódca drużyny, starszyna kompanii i dowódca plutonu. Brał udział w operacji humańsko-botoszańskiej, jassko-kiszyniowskiej, bukaresztańsko-aradzkiej, debreczyńskiej i budapesztańskiej. 21 maja 1944 w walce nad rzeką Seret w Rumunii został kontuzjowany, jednak nie opuścił pola walki. 30 listopada 1944 na czele swojej drużyny jako pierwszy wdarł się do węgierskiego miasta Eger, oczyszczając z wroga wiele punktów miasta i zadając mu duże straty, za co został odznaczony orderem. Jako dowódca plutonu 10 gwardyjskiego pułku powietrznodesantowego 3 Gwardyjskiej Dywizji Powietrznodesantowej 35 Gwardyjskiego Korpusu Piechoty 27 Armii 3 Frontu Ukraińskiego w stopniu starszyny szczególnie wyróżnił się podczas walk nad Balatonem. 12 marca 1945 na czele plutonu odparł atak pięciu niemieckich czołgów i piechoty zmotoryzowanej, osobiście niszcząc niemiecki czołg ogniem rusznicy przeciwpancernej. Podczas piątego ataku, gdy pluton był osłabiony stratami i brakowało amunicji, niemieckim czołgom udało się wedrzeć na pozycje radzieckich żołnierzy; wówczas Papin zebrał wokół siebie ocalałych żołnierzy i postanowił oderwać piechotę wroga od czołgów, atakując czołgi granatami. Gdy niemiecki czołg skierował się na ich pozycję, Papin rzucił się pod jego gąsienice wraz z granatem przeciwpancernym i zniszczył go kosztem własnego życia. Został pochowany we wsi Mihai k. Székesfehérváru. Jego imieniem nazwano szkołę średnią i ulicę w Lipiecku.

## Odznaczenia
- Złota Gwiazda Bohatera Związku Radzieckiego (pośmiertnie, 29 czerwca 1945)
- Order Lenina (pośmiertnie, 29 czerwca 1945)
- Order Czerwonego Sztandaru (16 marca 1945)
- Order Sławy III klasy (23 lipca 1944)